# Ranova lineigera
Ranova lineigera là một loài bọ cánh cứng trong họ Cerambycidae.